# Кемет
Кемет, Кеме, Та-Кемет (егип. 𓆎𓅓𓏏𓊖 или транслит. егип. tꜣ-kmt — «Чёрная земля») — это древнеегипетское название Египта, относящееся к плодородным землям, орошаемым водами Нила, отличным от Дешрет (транслит. егип. dšṛt⟩) «Красная земля» — так древние египтяне называли безжизненные пески Аравийской и Ливийской пустынь.

## Этимология
Название появилось на коптском этапе египетского языка, а в раннем греческом языке появилось как Χημία (др.-греч.) «химия», а также Xυμεία (др.-греч.) «алхимия», родиной которой является Древний Египет. 
Слово Кем (егип. km) означает «чёрный» — таким был цвет плодородной почвы Египта близ реки Нил. В 332 году до н. э. после завоевания Древнего Египта Александром Македонским греческая натурфилософия — представления о том, что материя состоит из четырех элементов природы (огня, земли, воздуха и воды) — была объединена с высокоразвитой египетской ремесленной наукой, технологические процессы которой тщательно записывались и оберегались от непосвященных. В результате появилась Хемия (Кемия) —греческое слово, обозначающее Египет. Позднее, во времена Арабского завоевания Египта в VII веке, к слову Хемия было добавлено аль- — вероятное появление термина «алхимия».
Слово Кемет обозначалось четырьмя иероглифами — 𓆎𓅓𓏏𓊖 — кусок крокодиловой кожи с шипами (𓆎), передающий звук «К», сова, передающая звук «М» (𓅓), и половина буханки хлеба (𓏏), предающая звук «Т». Гласные не записывались. Круглый символ (𓊖) представляет собой перекресток и показывает читателю, что здесь это название места.